# 童夢 (自動車会社)
株式会社童夢（どうむ、英: DOME CO., LTD.）は、1978年に京都府で創業した自動車関連会社である。主に自動車ショーでのモデルカーの制作を行う一方、レーシングカーの設計・製造事業（コンストラクター）、レーシングチームの運営など、業務は多岐にわたる。現在は滋賀県米原市に本社を置く。創業者は林みのる。

## 概要
本業は自動車ショーに各企業が出品するモデルカーの作成だが、一方で各モータースポーツカテゴリーに自社製作のレーシングカーを出場させている。一般市販車の製造販売に関しては、設立直後の段階で運輸省（現・国土交通省）が難色を示したため実現していない。
特徴的な社名は語感が由来となっている。会社が設立された1970年代、日本の自動車業界で横文字が多用されていたため、それに対する反発もこめて漢字二文字の社名が生まれたとされる。また創業者の林は命名について、「倒産しても洒落で済むような名前」を考慮していたとのこと。
過去に全日本F3000選手権やFIA スポーツカー選手権（FIA SCC）といったシリーズを自社製シャシーで制した実績がある。1980年代はスポーツカーレースでトヨタ自動車との関係が強かったが、1990年代以降は本田技研工業と長らくシャシーの共同開発を行っている（全日本GT選手権→SUPER GT参戦用のホンダ・NSX、フォーミュラ・ドリーム用シャシーなど）。2000年代前半にはロンドンに販売子会社を設立し、ローラ等と提携して世界的なレーシングカーの輸出展開を試みたこともあるが、商業的には失敗し、現在は事実上撤退に追い込まれた。後述しているように製造子会社の売却益を用い、2015年ごろを目処に独自のロードゴーイングカーを開発する方針を示していたが、これも開発中止となっている。
創業者・林みのるの歯に衣着せぬ発言から、過去にフォーミュラ・ニッポンにおいては運営方針の不一致を理由に撤退しているほか、2009年にはF4におけるカーボンモノコック採用を巡りモータースポーツ専門誌と論争を繰り広げている。この点について林は「自分があまりにも耳の痛いことを言うので、嫌われているからだ」と分析するに至っている。
童夢は複数の自動車メーカーと顧客関係を持っていることなどから、林などの上層部やレーシング部門の一部などを除いて、人事などの企業詳細は発表していない。社内の見学についても同様に原則として謝絶しているが、レース専門誌やテレビ番組などで社内の様子が紹介されることは少なくない。

## 沿革
童夢のルーツは、1965年に林みのるが設計・製造し、浮谷東次郎の運転でレースに出場したホンダ・S600改造車（通称カラス）に始まる。1967年には「マクランサ」を設立し、兄の林みのるがレーシングカーの製作、弟の林正史がコンサートの音響システムの開発やレンタルを行ったが、財政難のためにレース部門は撤退した。
林みのるは工業デザインを経て車造りに復帰するが、マクランサ時代の反省から、ビジネスとして成り立つスポーツカー製造を目指し、1975年に童夢プロジェクトをスタートさせた。当時は林兄弟の従兄である林将一が営むホイールメーカー、ハヤシレーシング（大阪府）内に間借りするような形で計画が進められた。

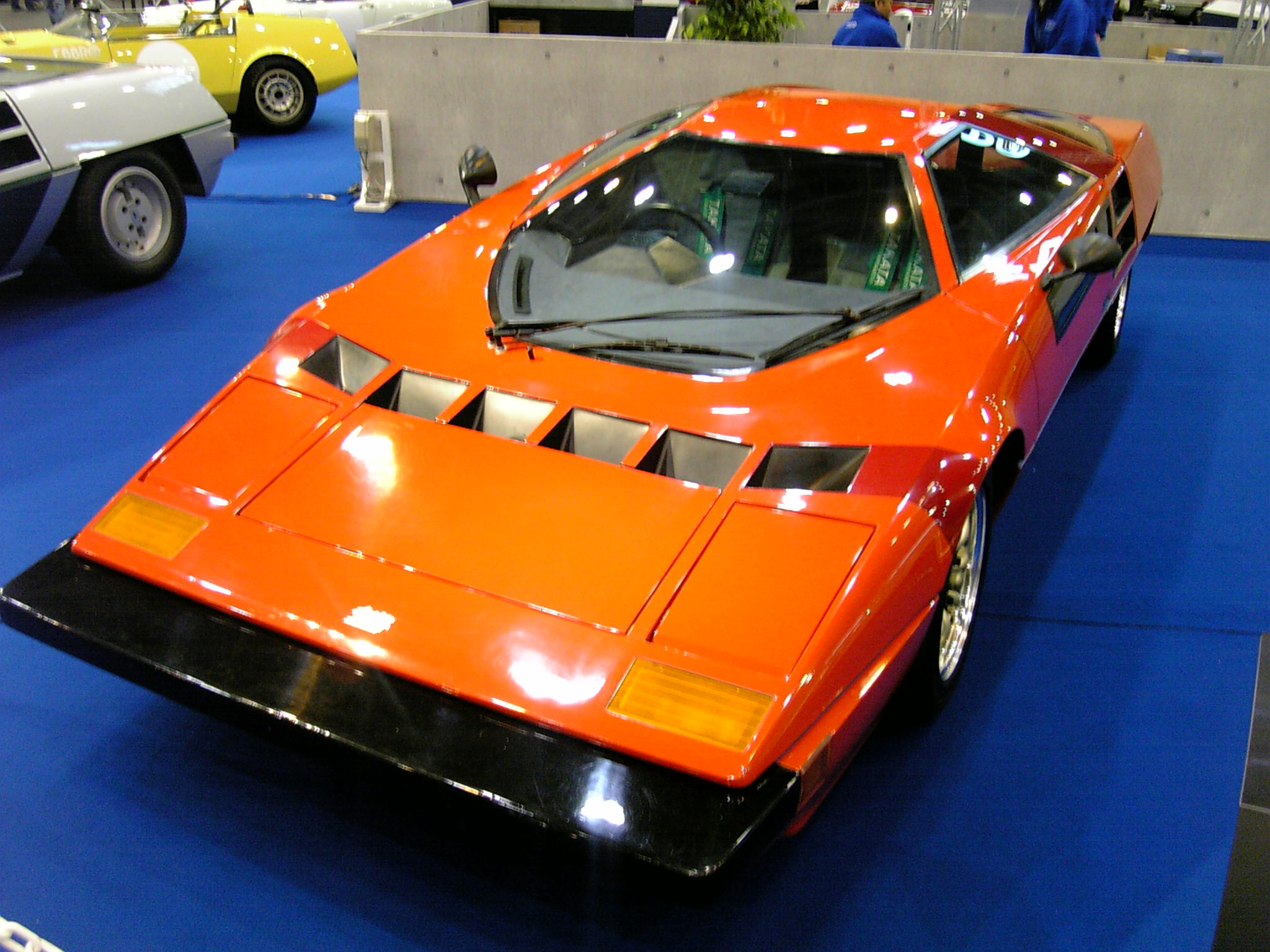
童夢-P2

1978年には正式に会社登録し、京都府京都市左京区宝ヶ池に本社を建設。同年のジュネーブショーで「童夢-零」という試作車（スーパーカー）を発表し、斬新なデザインで一躍脚光を浴びた。童夢-零の量産化を目指したが、当時の運輸省の不認可により計画は難航。アメリカ法人「DOME USA」を設立し、生産試作車「童夢・P2」の認可取得を目指したが、これも実現せずに終わった。
しかし、マーケティング分野のノウハウを持っていた林正史が数多くの玩具メーカーと契約し、童夢-零のキャラクター使用権料を稼いだことで、会社の経営基盤が安定した。おもちゃ業界では商品の回転が速いことから、おもちゃのベースになるニューモデルの製作を依頼され、童夢-零RLを製作して1979年のル・マン24時間レースに参加。これをきっかけに、レーシングカーのコンストラクターとしての道を再び歩き始め、今日に至っている。
1981年にはメンバーだった三村建治、小野昌朗、入交昭廣（入交昭一郎の兄弟）らが独立して東京R&Dを設立した。

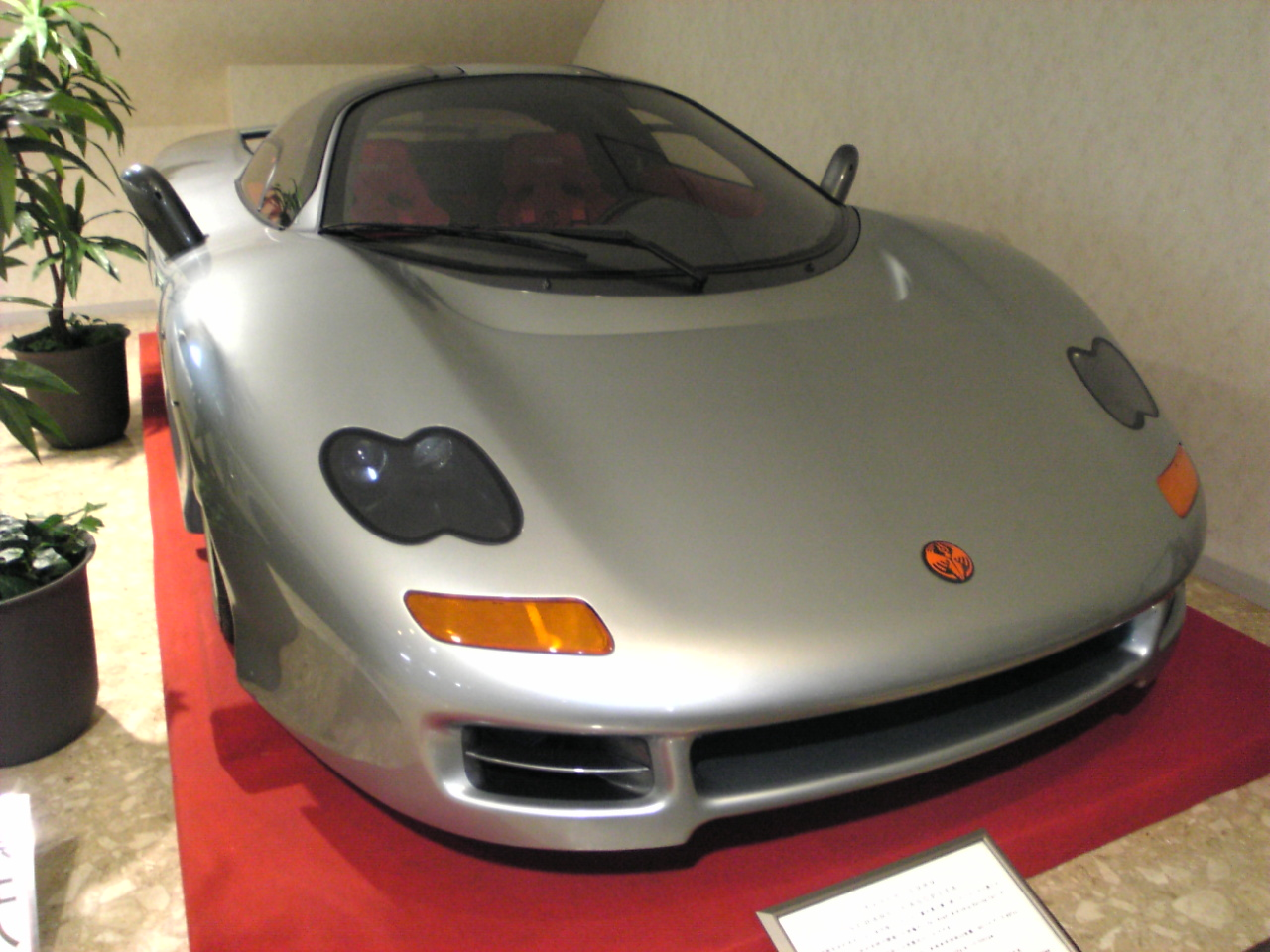
ジオット・キャスピタ

1980年代末のバブル景気時には服飾メーカーワコールの出資企業「ジオット」が企画した国産スーパーカー「ジオット・キャスピタ」を設計・製造したが、この車も市販計画が頓挫した。
2000年には米原工業団地の中にレーシングカー開発用の50%スケール風洞「風流舎」を建設。ムービングベルト式風洞を設ける等、風洞施設としては国内のみならず世界的に見ても類の無い充実した施設を誇っている。また同年、ロンドンに販売子会社としてDome Cars Limitedを設立した。2001年には元ムーンクラフトの小野直衛が設立した「有限会社ウィスカー」を買収する形で、製造部門を担当する子会社「株式会社童夢カーボンマジック」を設立。2006年に本社及び童夢カーボンマジックを風流舎の隣接地に移転し、日本国内におけるオフィス機能を米原工業団地に「童夢レーシングビレッジ」として集約する一方で、タイに製造子会社「童夢コンポジット・タイランド」を設立した。
この頃航空機の世界で炭素繊維を含む複合材料が多用されるようになってきたことなどから、レーシングカーのカーボンモノコック等の製造で培ったノウハウを武器に、航空機部品の製造等の分野にも進出した（実際の製造業務は童夢カーボンマジック、童夢コンポジット・タイランドが担当）。
またJR総研が所有する米原駅の傍らにある風洞施設は童夢が設計、製作に関与している。林みのるとJR総研の関係者が個人的に付き合いが深い事から、建設に関して協力したということである。このJR総研の風洞には童夢製のムービングベルトが納入されている。風洞の風洞全体の計画、低騒音化は三菱重工業により実現されている。低騒音化に関するノズルの表面処理技術には国内に無い技術が適用されている。
2012年8月末をもって創業者の林みのるが社長を退任。後任には林の学生時代からの友人である鮒子田寛が就任した。この段階では、今後林は「デザイン管理のみを担当する」としていた。
2013年3月には製造子会社である童夢カーボンマジック、童夢コンポジット・タイランドの両社を東レに売却し、新たに東レ・カーボンマジックとなった。林はこの売却について「売却益を独自のロードゴーイングカー開発の資金に充てる」とした。このロードゴーイングカーは2015年ごろの完成を目指すほか、完成車としての開発だけでなくSUPER GT・GT300クラス向けのマザーシャシーとしての流用も視野に入れていたが、林個人の離婚問題などの影響を受け、2014年8月にロードゴーイングカーの開発断念を公表した。ただマザーシャシーとしてのモノコックは完成に至っており、同月にトヨタ・86のボディを架装した「M101-86」を公表した。
また同月には風洞「風流舎」をトヨタ自動車に売却する方針も公表。前述の製造子会社の売却に続く売却により、大幅に業容を縮小することになった。なおこれらの売却に伴い、近日中に本社を移転する方針も明らかにされている。同年10月には、2015年7月をもって林が同社株式を手放して相談役に退き、大王製紙の創業家一族で元同社取締役の井川高博が後任のオーナーに就任する方針が発表された。
2015年7月15日付で新体制へ移行。鮒子田寛が社長を退任して副社長へと退き、3代目社長として元ジャニーズ事務所取締役の髙橋拓也が就任した。林みのるは予定通り相談役となっている。
2016年5月、米原駅近くに新築した新社屋に移転。また同時にカーボンコンポジット分野においてKCMGとの提携を発表した。
なお林みのるは、2016年に自身の資産管理会社として「株式会社童夢ホールディングス」を立ち上げているが、名前こそ類似しているものの童夢とは一切関係のない別会社である。
2018年6月から2019年1月にかけて本社社屋の拡張工事が行われ、大型オートクレーブやNC加工機などの設備が導入され、同年2月より本格稼働している。また同時にKCMGとの提携を解消した。
2019年3月に童夢の公式HPで、同年4月1日より風流舎を同社の元で管理運用していく事を発表している。
2020年7月、高橋拓也が社長を退き、後任に元オートバックスセブン取締役の松村晃行が就任した。
2021年1月、Bcomp社の天然繊維をプリプレグ化し販売を開始した。
2023年10月、松村が社長を退任。後任には元レースクイーンで、2014年より取締役を務めていた臼井里会が就任した。

## 主な開発実績

### プロトタイプレーシングカー
『童夢-零』のレーシングカーバージョンとして『童夢-零RL』を開発し、1979年のル・マン24時間レースに出場。この年から1984年まで、フォード・コスワース・DFVエンジン搭載車でル・マン24時間に参戦を続ける。
1982年、国産初のグループCカー、トムス童夢・セリカCを開発、同年WEC-JAPANに参戦、5位で完走する。1983年トムス83Cの車体製造を担当、同シャーシにコスワースDFLエンジンを搭載した童夢・RC-83/フォードで全日本耐久選手権（後のJSPC）、および富士ロングディスタンス・シリーズ（富士LD）参戦。

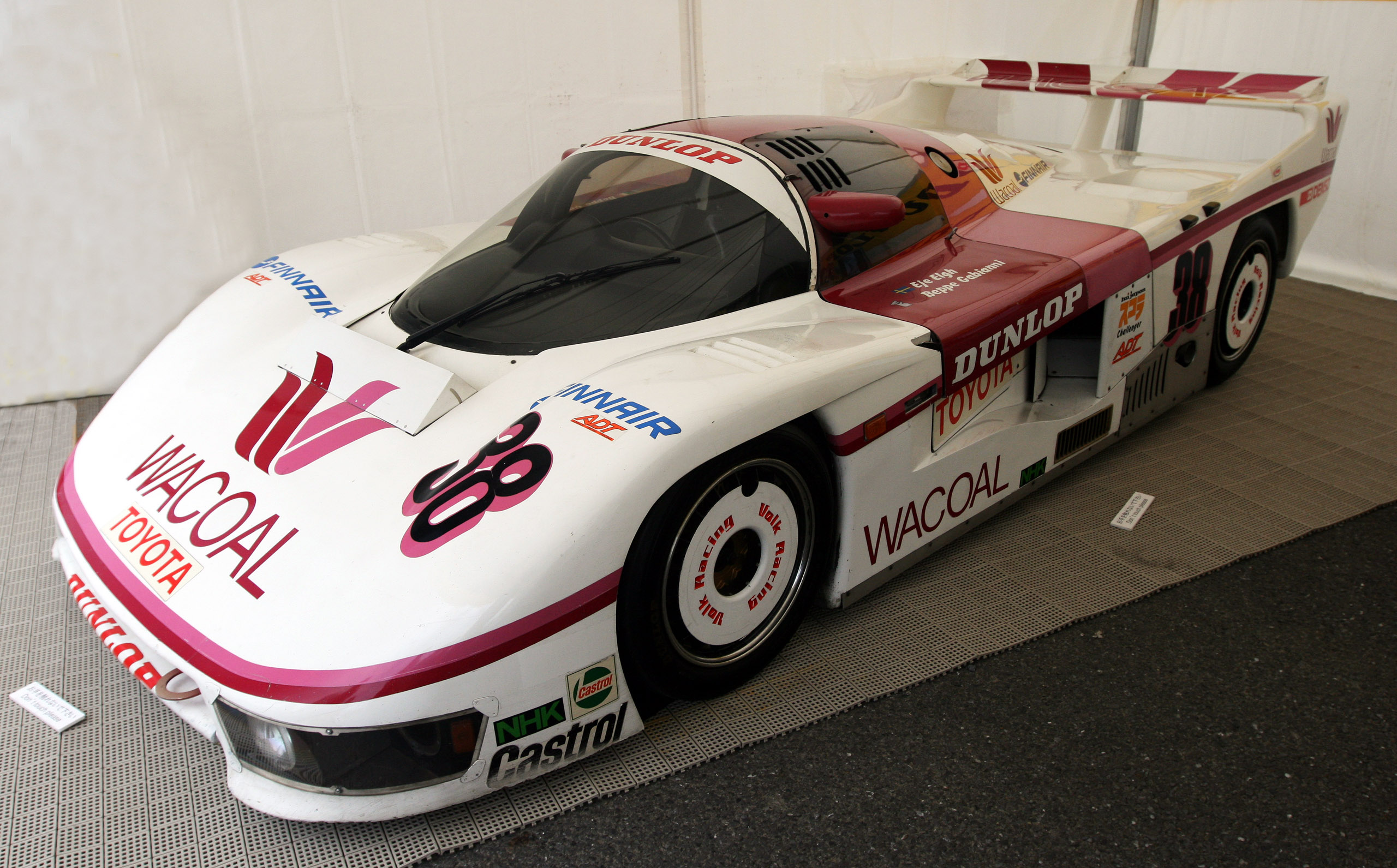
モータースポーツジャパン2008に展示されたワコール・トヨタ-童夢85C

1984年トムスとの共同で「童夢・84C/トヨタ」を開発。ワコールがスポンサーになり、同年のWEC-JAPANで国産車最上位となる7位入賞。翌1985年、全日本耐久開幕戦鈴鹿500kmで国産C1カー初優勝を遂げる。同年、進化版85Cでル・マン参戦、トヨタの事実上初のル・マン参戦となる（同型のトムス85Cが12位で完走）。
ル・マンへの参戦は1986年限りとなるが、88CまでのトヨタのCカーは基本的に童夢84Cの進化版である。また、トヨタ・88C-Vの設計を担当し、同社のカーボン関連技術の習得に繋がったという。

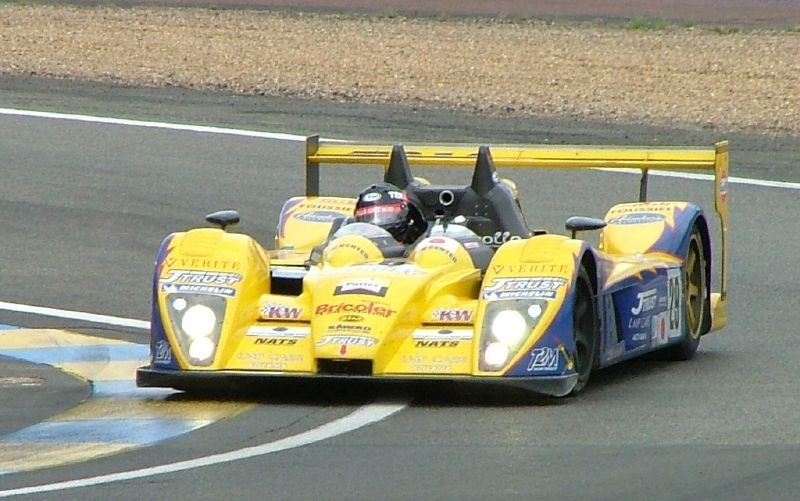
童夢・S101.5

その後プロトタイプレーシングカーの開発は中断していたが、2001年にル・マン24時間レース並びにFIA スポーツカー選手権（FIA SCC）参戦用の車としてオープンプロトタイプの「童夢・S101」を開発。2002年・2003年には同マシンを駆るヤン・ラマースがFIA SCCのシリーズチャンピオンに輝いている。その後同マシンは2005年には「童夢S101-Hb」（「Hb」は新規格と旧規格との「ハイブリッド」の意）、2007年には「童夢S101.5」と進化したが、大資本メーカーと比べて不利な参加体制によりル・マンでの成績には結びつかなかった。

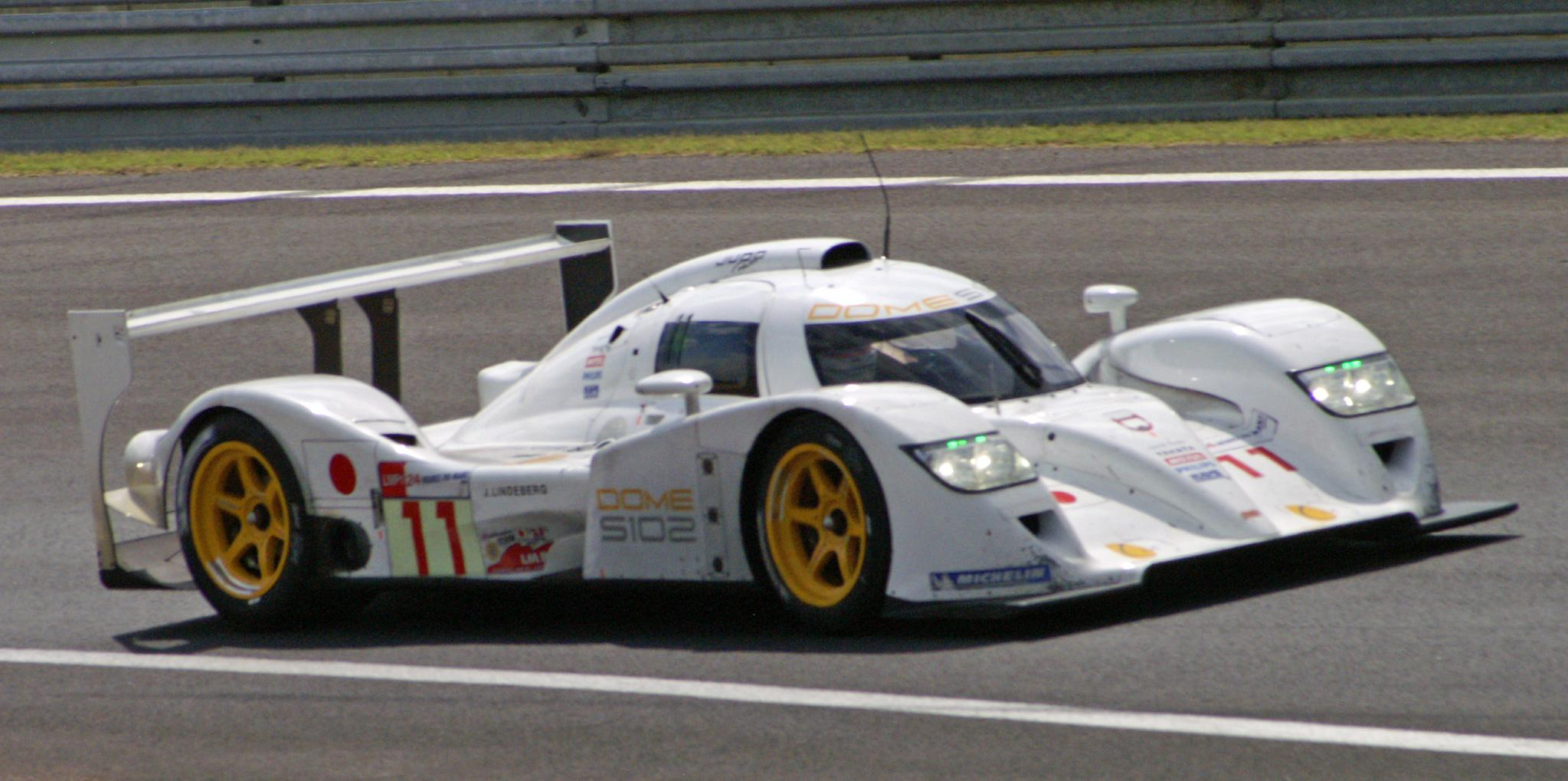
童夢・S102

2008年には完全新規開発のクローズドボディを持つ「童夢・S102」でル・マン24時間に参戦したが、オイルラインのトラブルやクラッシュ等が重なった結果総合33位（完走扱いの車の中では最下位）に終わった。車両技術の先進性を証明し権威あるモータースポーツ技術誌Racecar EngineeringよりTechnical Advancement Awardを受賞している。なお同社ではS102によるプロジェクトを当初「3年計画で進める」としていたが、2008年秋以降の世界的な景気低迷の影響から、2009年については同年2月に早々と参戦を断念した。
ル・マンでの金銭トラブル・世間の無関心に嫌気が差し、2010年にはレース事業からの撤退を示唆したが、2012年には童夢S102を改良したS102.5でル・マンへ参戦すると明らかにした。今回は自社参戦ではなく、フランスのペスカロロ・チームに運営を委託した。FIA 世界耐久選手権第2戦スパ・フランコルシャンでデビューし、ル・マンではリタイヤに終わった。
S102の活動終了後、イギリスのストラッカ・レーシングと長期的なパートナーシップを締結し、2014年以降FIA 世界耐久選手権 (WEC) にLMP2クラスの童夢・S103を投入する予定とされたが、マシンの開発の遅れなどから2014年の実戦投入は見送られ、2015年の開幕戦よりWECに参戦。しかしストラッカ側の方針転換により、2015年7月にストラッカから「S103は開発用車両としてのみ使用する」ことが発表され、実戦参戦はわずか3戦で終了することになった。
2015年10月、FIA WECのLMP3クラスの5番目のコンストラクターとして認可を受けたことを受け、2017年を目処に新型車として「S104（仮称）」を投入する方針を明らかにしたが、実際には投入に至っていない。

### フォーミュラカー
第一期ル・マン参戦を終えた童夢はフォーミュラレースへシフトし、1987年より全日本F3000選手権へ参戦（マーチシャーシを使用）。1988年には自社開発の童夢・F101を発表したが、カーボンモノコックの生成技術が未熟で、実戦投入を諦めざるを得なかった。1991年よりオリジナルの童夢・F102を使用し、自社風洞における空力研究開発を継続的に進めた。1992年には童夢・F103を投入したが、同年からの車両規則の改訂による改修作業が優先して行われた為、F102からの大きな躍進は見られなかった。1993年には空力的なアップデートを施した童夢・F103iが投入されると、安定した速さを見せた。1994年には童夢・F104を駆るマルコ・アピチェラが同シリーズのドライバーズタイトルを獲得した。日本のトップフォーミュラにおいて国産シャーシでチャンピオンを獲得したのは、ノバ（全日本F2000・全日本F2）とこの年の童夢に限られる。
全日本F3000の改革案として、モノコックやギアボックスを国産ワンメイク化し、他の部品を各コンストラクターが自製するという「Formula Nippon (FN) 」案を提唱し、1994年には無限との連名で「POST F3000を考える会」を発表した。しかし、名前がフォーミュラ・ニッポンとして採用されるに留まり、主催者の日本レースプロモーション (JRP) と意見が合わず、1997年を最後にシリーズから撤退した。
1996年には無限エンジンを搭載するテスト用F1マシン、F105を発表し、「F1GP ニッポンの挑戦」と題して本格的なF1への挑戦を表明した。1997年からのエントリーを目指してテスト走行を重ねたが参戦を実現できず、海外企業家とのジョイント計画も不調に終わった。
その後も1990年代後半には、ホンダ・無限との共同開発でオーバルも走行可能な「ML」と呼ばれる試作フォーミュラカーを開発したほか、1999年～2005年にかけてはフォーミュラ・ドリーム用の専用シャシーを開発・供給。他には鈴鹿サーキットレーシングスクール（現・ホンダレーシングスクール鈴鹿）向けのスクールカー（SDH-F04）も手掛けた。2002年からはイギリスのローラと共同でF3用シャシーの童夢・F106を開発・販売した（ただし開発は実質的には童夢が行い、ローラは事実上の販売代理店）。F3用シャシーについては2005年よりローラと袂を分かち童夢の単独開発・販売となった。その後、童夢・F107をレースに投入したが、ジュニアフォーミュラにおけるホンダとのスタンスにすれ違いが生じ始める。ドライバー育成に重きを置いたホンダの方針に合致せず、結局ダラーラの牙城を崩すことは出来ず、2006年を最後にF3のレース活動とコンストラクター活動を終了した。
当時は、国内でF1・F3000クラスのフォーミュラカーを独自に開発・製造できる事実上唯一の企業であったことから、2009年に予定されているフォーミュラ・ニッポンのシャシー更新に向けた検討作業において、同シリーズの主催者である日本レースプロモーションは童夢にコンペへの参加を要請したが、上述した経緯を含む関係性からそれを断った。2012年にもJRPはスーパーフォーミュラへの移行とシャシーの更新に向けて、童夢を含むJMIAに設計コンペへの参加を要請した。JRPとJMIAとの交渉はほぼまとまりかけていたが、突如としてダラーラ製シャシーの採用が決定した。その背景には、元々ダラーラがGP2用に開発したシャシーがキャンセルを受け行き先がなくなった事から、輸入代理店からダラーラの破格のオファーを受けた為であった様である。
2009年に、JAF-F4用途のカーボンモノコックを生産する事を発表した。またこのUOVAモノコックを使用する形でZAP・F108という、事実上は童夢が設計した車両が開発された。
2011年に、ZAP・F109としてスーパーFJ車両が企画され、数台がレースに投入された。この車両は設計と開発を童夢が支援し、JMIA会員でもあったZAP SPEEDが車両の製作と販売、メンテナンスを行うという物であった。サイドポンツーンが独立した独特のレイアウトをしているが、エンジンから後ろは東京R&DのRD10Vをそのまま使っていた事もあり、角パイプフレームの剛性の高さに対してアンバランスな状況が見受けられた。その後、F109iとして軽量かつ剛性を下げたフレームを投入している。
2014年には、SUPER GTを主催するGTアソシエイションが新たにFIA F4準拠の新シリーズを立ち上げることに伴い、同シリーズ用のワンメイクシャシーとして「童夢・F110」を開発した。翌2015年より市販を開始する。
2019年3月に公式HPにて、「童夢・F111/3」と称するHALO付きのFIA-F3の開発を示唆している。
2019年9月10-11日に、岡山国際サーキットで「童夢・F111/3」のシェイクダウンが行われた。車体には、2020年より開催される「Formula Regional Japanese Chanpionship」のロゴがデザインされており、同車体を使ったワンメイクレースで使われる。なお、このシリーズは2019年で終了した全日本F3選手権を引き継ぎ、F3協会でプロモートされるものと思われたが、F3協会は別途全日本スーパーフォーミュラ・ライツ選手権を立ち上げ、ダラーラ製のシャシーを継続して使用する事を明らかにした。代わりにスーパー耐久などをプロモートしているK2プラネットが「2020 Formula Regional Japanese Chanpionship」を運営することを発表した。これらの顛末の一部は、同社の創業者の個人ブログに語られている。

### GTカー
童夢は全日本GT選手権（JGTC）→SUPER GTに参戦するホンダ・NSXのシャシー設計・製造に深く関与しているほか、下記の通り自社でレーシングチームを結成しシリーズに参戦している。なお2005年・2006年シーズンは、ホンダの方針でARTAとの合同チームであるTeam Honda Racingとして参戦した。2010年からはNSXの販売終了等の関係から、車種をホンダ・HSV-010に変更。2014年より車種がNSXコンセプトに戻るが、同年限りで撤退した。
このほか、過去にはGT300クラスに参戦するフェラーリ・360モデナの設計などにも関わっている。
2014年にGTアソシエイションより発表された、GT300マザーシャシーのコンストラクターとして、シャシーの開発・販売を手掛ける。
マザーシャシーはレギュレーションによる空力開発への制限が少ないためダウンフォースが大きいが、反面エンジン出力がリストリクターで絞られている為、GT3車両に比較してパワーが少ないため直線では遅い。加えて、シーズン中の開発が可能であり、同じトヨタ・86を模した車両でも各ガレージの個性が際立ち、速さに違いがある。さらに、各ガレージが架装したロータス・SGT-エヴォーラやトヨタ・マークX MCなど、複数のバリエーションがある。
2019年1月のオートサロンでは、前年まで86マザーシャシーを使用していたTEAM UPGARAGEが、NSX GT3をSUPER GTの300クラスに走らせることを発表し、童夢がメンテナンスを行うことを明らかにした。カーナンバー18とNSXの組み合わせは、TAKATA 童夢 NSX時代を連想させツイッターなどで反響を呼んでいる。

#### avex童夢無限NSX

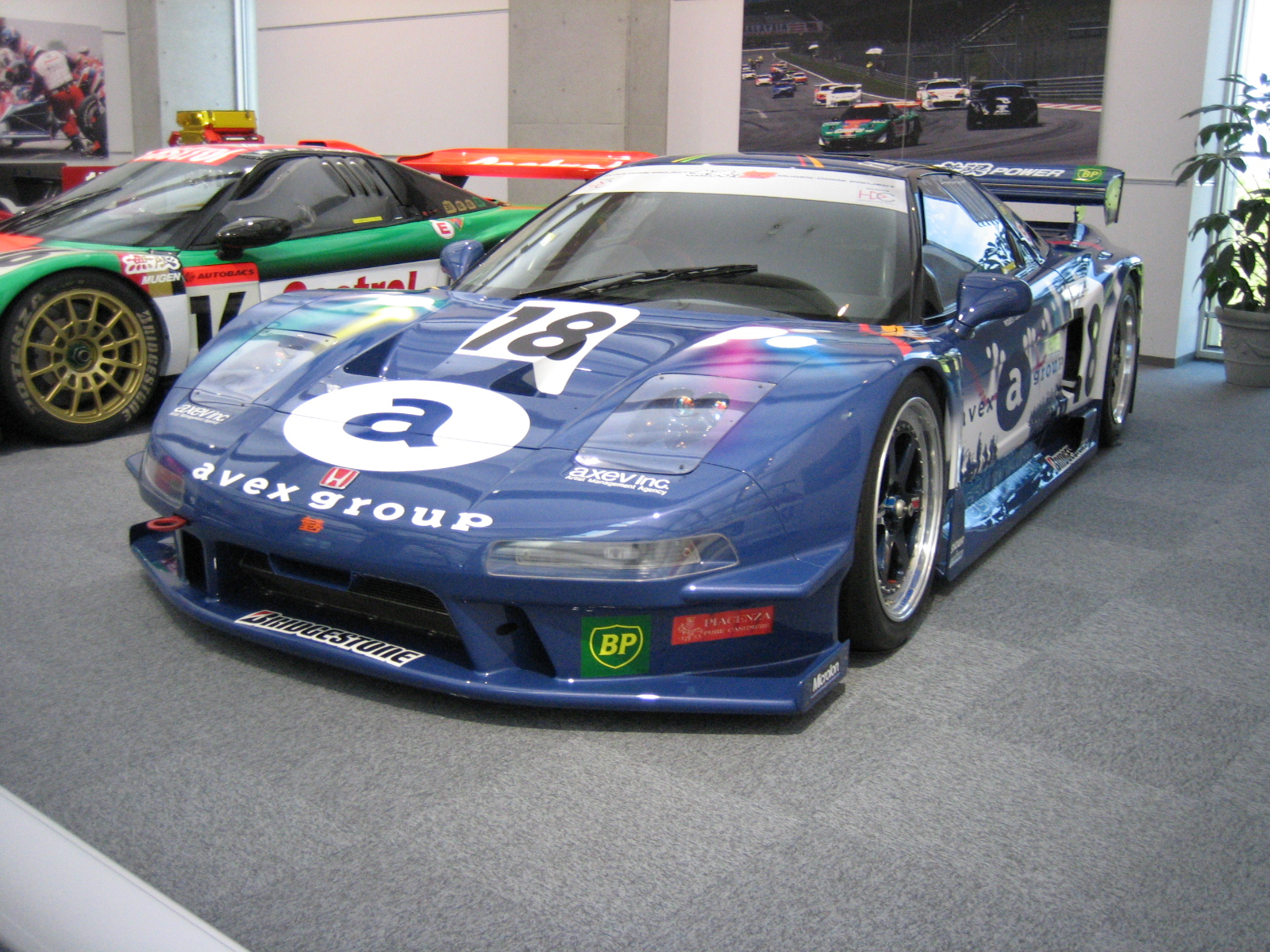
avex童夢無限 NSX

NSXによる本格的なJGTC参戦のために新規に製作され、1997年の第2戦より参戦を開始。当初はマイナートラブルにより完走もままならなかったが、第5戦ではポールポジションから完走を果たした。メインスポンサーはavexで、車体にディスコをイメージしたイラストが描かれるなど、異色な存在でもあった。

#### TAKATA童夢NSX

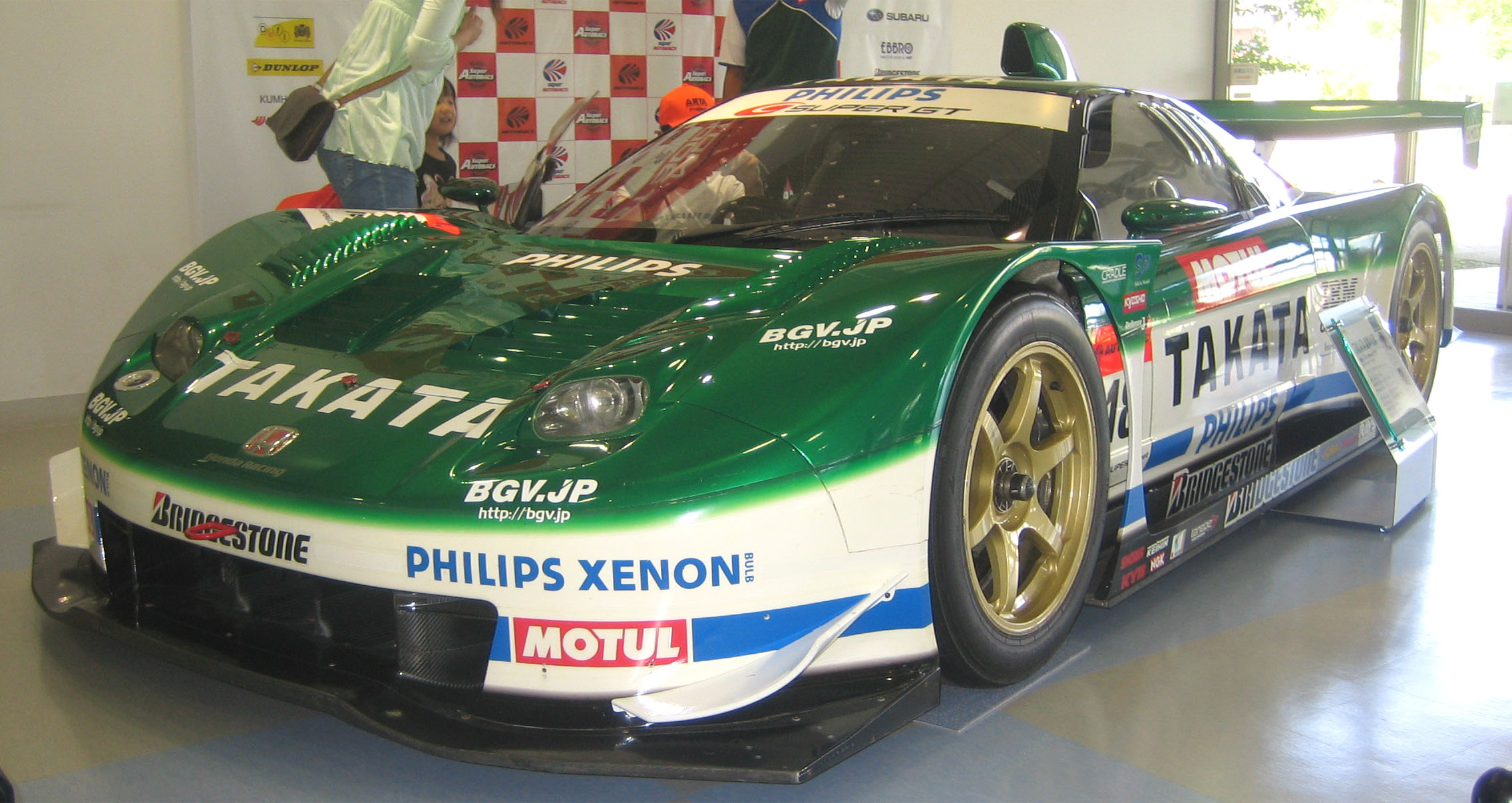
TAKATA 童夢 NSX （2006年マシン）

シートベルトやチャイルドシートのメーカーとして有名なTAKATAをメインスポンサーとしていた。1999年までは白系のカラーリング、2000年から2003年までは黄色系のカラーリングだったが、2004年からは緑系のカラーリングになっている。
1998年 - 2003年
1999年に金石勝智、脇阪寿一のコンビで開幕ポール・トゥ・ウィンを挙げる。翌2000年は脇阪がポールポジションを4回獲得するなど、予選最速マシンだった。しかし、決勝では成績面での安定感に欠け、シリーズチャンピオンになるまでにはならなかった。2003年に道上龍が移籍してきて、ホンダのエースマシンとなる。ミッドシップハンデの強化、全面投影面積ハンデなどのレギュレーションの変更で苦しい戦いを強いられたが、軽量化や空力関係の改良、そしてエンジンパワーを引き上げたおかげで、苦手とする富士スピードウェイで優勝を飾った。
2004年
2004年は前年までの自然吸気（NA）エンジンのままでは低回転域のトルクが不足し、このままでは闘うの厳しいと判断し思い切ってターボエンジンに変更したが、他のNSX同様なかなか上位に入れなかった。なお、2004年型は2005年7月29日~8月7日に開催されたわくわく宝島の「わくわくGT選手権」というブースに展示されたことがある。
2005年
2005年はターボエンジンがエンジンスペースの関係で開発がうまくいかなかったため新たに車体を設計し、ベース車両をより大型にしたNSX-R GTにし、同時にエンジンスペースを拡大したため前年型に比べて信頼性が向上した。しかし、リストリクターの影響でパワー不足で、またブレーキング時に不可解なピッチングも生じ、さらにターボエンジンの補機類の重さでバランスも狂ってしまい、苦戦を強いられた。
このことを受けて、第4戦よりターボエンジンからNAエンジンに変更した。このエンジンは、2003年のものとは違う、全く別に設計されたものである。このおかげでバランスも改善されパワーも少なからず以前のターボエンジンより上がった。また、ピッチングの問題に関しても空力関係の改良で改善された。しかし、アクシデントに巻き込まれたりするなどで優勝争いになかなか絡めずにシーズンを終えた。
2006年
2006年は前年型をさらに改良し熟成したマシンで参戦。第2戦では2003年以来となる優勝を飾った。近年不調だったが、ここにきてようやく復調し最終的にはシリーズ3位に輝いた。
2007年
2007年は、2005年のNAエンジン搭載後から前年までのデータを基に開発されたニューマシンを投入。第2戦から4戦連続ポールポジションという前人未到の記録をうち立て、コース特性を問わず速さを発揮するものの、トラブルやアクシデントに巻き込まれることが多く、なかなか結果を残すことができないでいた。しかしながら、第5戦のスポーツランドSUGOで第2位、第7戦のツインリンクもてぎで今季初優勝を飾った。思い通りのレースができていないながらもシリーズ4位でシーズンを終えた。
2008年
2008年は、昨年と同じ布陣で挑んだ。しかし、この年は、前年の活躍により、特別性能調整として５０ｋｇのウェイトハンデが課され、さらに日産が投入したGT-Rのみ、本来ならばこの年の段階では禁止されているはずのトレッド、ホイールベースでの参加が認められ（これによる性能調整はなし）、速さが際立っていたため、昨年のような活躍ができずにいた。それでも中盤戦あたりで復調。第5戦ではポール・トゥ・ウィンを飾った。最後までシリーズタイトル争いに残ったものの、後半戦はウエイトハンデに苦しみ思い通りのレースができず、シリーズ6位で終えた。

#### ROCK ST☆R童夢NSX
2009年
2009年は、前年までメインスポンサーだったTAKATAが金融危機の影響で撤退。代わってYOSHIKIがチームプロデューサーに就任し、マシン名はYOSHIKIがプロデューサーをつとめる栄養ドリンクの名を冠して「ROCK ST☆R 童夢 NSX」となった。車両のベースカラーは従来の緑から黒へと変更された。なお、メインスポンサーから撤退後もTAKATAは、テクニカルスポンサーとしての支援は継続する。

#### ウイダー HSV-010

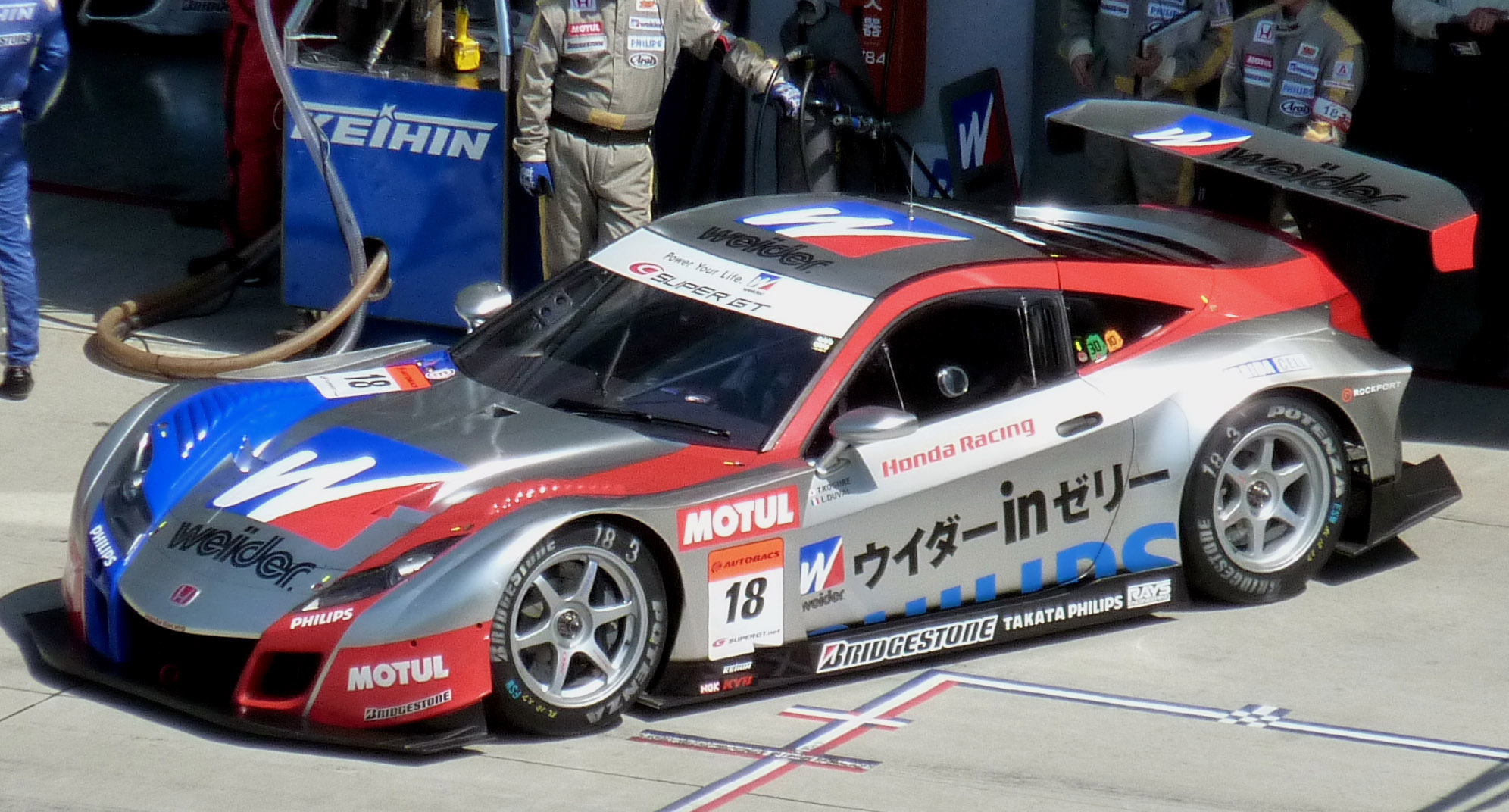
ウイダーHSV-010 GT（2010年マシン）

2010年
2010年は、13年間ベース車両としてきたNSXからホンダ・HSV-010に変更する。なお、メインスポンサーもトライアル世界選手権 日本グランプリの冠スポンサーであるウィダーに変更された。開幕戦では、ポールポジションを獲得するも決勝レースでは同士討ちによるクラッシュによりリタイヤしたが、2週間後の第2戦ではポール・トゥ・ウィンを飾った。その後第5戦および第8戦でも優勝争いを行い、ドライバーズ／チーム両タイトルを獲得した。

#### ARTA NSX

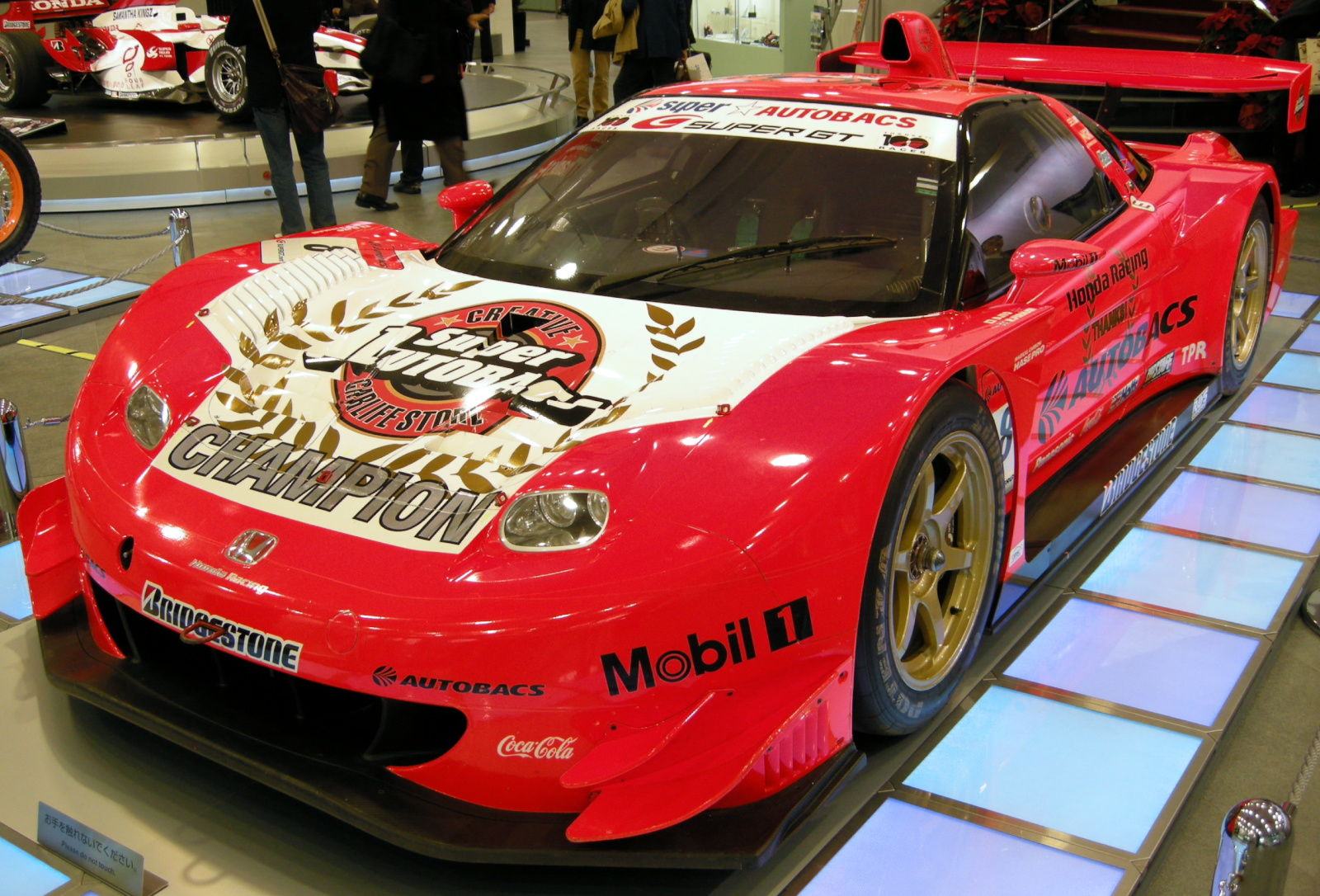
ARTA NSX （2007年優勝マシン）

2004年までは自チームでの参戦だったが、2005年からは童夢でメンテナンスを行いTAKATA童夢NSXと同チームで参戦する事となった。メインスポンサーはオートバックスが引き続きつとめる。なおジョイント体制は2007年限りで終了し、2008年以降はセルブスジャパンが車両メンテナンスを担当し参戦することとなった。2004年以前及び2008年以降については、ARTAを参照のこと。現在は亜久里オーナーが代表を務めるアルネックスがメンテナンスを手がける。
2005年
2005年は伊藤大輔とラルフ・ファーマンのコンビで参戦。当初は伊藤とジョナサン・コシェのコンビになる予定だったが、開幕前に変更となった。シーズン序盤はマシンの不調のため苦戦を強いられた。これを受けて第3戦より他チームに先駆けてターボエンジンからNAエンジンに変更。このおかげで復調しこの後ポールポジション3回、優勝1回という好成績を収めた。アクシデントやトラブルによる影響でリタイヤや戦線離脱が余儀なくされた以外は好成績を収めて安定感もあった。最終戦までタイトル争いを繰り広げたが獲得はならなかった。
2006年
2006年も伊藤大輔とラルフ・ファーマンのコンビで参戦。マシンはさらに磨きのかかったものになった。開幕では圧倒的な速さでポールを獲得するも決勝は強風の影響で空力バランスが乱れペースが上がらず優勝を逃した。以降なかなか上位に食い込めなかったが、第4戦・セパンサーキットでトラブルに見舞われながらも優勝を飾った。その後も不運やアクシデントに見舞われ、昨年以上の活躍はできなかった。
2007年
2007年については自チームからの参戦ではあるが、メンテナンス等の体制は前年までと変わりはない。ドライバーは前年と同じく伊藤大輔とラルフ・ファーマン。開幕戦の鈴鹿では最終周でエンジントラブルによる無念のリタイヤとなったが、第2戦・岡山国際サーキットでは優勝を飾っている。また、第5戦のSUGOでも優勝を飾っている。
第6戦は規定いっぱいのウェイトハンデを背負いながらもライバルの脱落でレースの半分以上をトップで走行した。最終的には終盤の天候変化のタイヤ選定の判断の差でトップを奪われたものの、ハンデを乗り越えて2位でフィニッシュした。
第8戦もライバルの脱落でトップに浮上し3勝目をマークしこの地点でドライバーズタイトル獲得を決めた。もちろんチームそしてドライバーにとっては初であり、最終戦前にタイトル獲得を決めたのはGT500クラスとしてはこれが史上初となった。

### スーパー耐久/TCR
2017年にはスーパー耐久のST-TCRクラスにホンダ・シビックタイプRの2台体制で参戦することを発表（エントリー名は「Modulo CIVIC TCR」）。ドライバーはレース毎に異なり、延べ10名のドライバーを起用する。ST-TCRクラスでは、初代チャンピオンに輝きレースに強い童夢を証明した。
2018年も引き続きST-TCRクラスに同じくホンダ・シビックタイプRの新型(FK7)で参戦しチャンピオンを獲得した。
2019年も引き続き、ホンダ・シビックTCR(FK7)で参戦したが、前半戦での相次ぐトラブルやクラッシュが響き、後半戦には優勝を果たすもチャンピオン獲得には至らなかった。
またこれとは別個に、2018年に日本レースプロモーション等と共同出資で「日本TCRマネジメント株式会社」を設立。2019年より、シビックTCRのパーツサポートを含む車両の販売代理店業務を行っており、スプリントレースで争われるTCRジャパンシリーズにも同車両とサービスを販売している。

### その他
1985年にはカーボン製フレームのロードレーサー「ブラック・バッファロー」を開発して鈴鹿8時間耐久レースに参戦した。林の友人である本田博俊・生沢徹・由良拓也が「ホワイト・ブル」というバイクを作って8耐に参戦した際、林は自分に声をかけなかったこと腹を立てて、独自参戦で対抗した（車名はジョークとのこと）。
東海大学が開発したソーラーカーであるTokai Challengerの2011年型は、童夢カーボンマジックが車体の製造を請け負っている。
1994年には、長野オリンピックに向けた強化の一環として、日本ボブスレー・リュージュ連盟と共同でボブスレーの開発を行うことが発表されたことがあるが、童夢によれば「連盟のお家騒動のため」に開発が中断し、この際はお蔵入りとなった。しかし2012年に童夢カーボンマジック（現・東レ・カーボンマジック）が東京都大田区の中小企業や東京大学と共同で女子用の二人乗りボブスレーを開発し、十数年ぶりに企画が復活している（詳細は下町ボブスレーネットワークプロジェクトを参照）。
プレイステーション向けシミュレーションゲーム『童夢の野望 F1GP NIPPONの挑戦』（1996年発売）、『童夢の野望2 The Race of Champions』（1998年発売）では、童夢は未来のレーシングカー・デザイナーの育成を目的に協力を行い、童夢・F105の開発をテーマとし、実際に開発を行った際の実データが提供されている。

## 童夢車でレース参戦した主なドライバー
- マルコ・アピチェラ
- 池田大祐
- 伊藤大輔
- エイエ・エリジュ（エジェ・エルグ）
- ジョアオ・パオロ・デ・オリベイラ
- 加藤寛規
- 金石勝智
- ミハエル・クルム
- 黒澤琢弥
- 小暮卓史
- 小早川済瑠
- 佐藤琢磨
- ドミニク・シュワガー
- ロス・チーバー
- パオロ・モンティン

- ブノワ・トレルイエ
- 中野信治
- 中谷明彦
- エマニュエル・ナスペッティ
- セバスチャン・フィリップ
- 松本恵二 - 引退後、童夢レーシングチーム監督
- 道上龍
- 本山哲
- 山本勝巳
- 横山崇
- リチャード・ライアン
- ヤン・ラマース
- 脇阪薫一
- 脇阪寿一
- ロイック・デュバル
- 土屋圭市